# Транспорт в Уругвае
Транспортная сеть Уругвая состоит из железнодорожной сети, 8 696 км автомобильных дорог, 20 портов и 292 аэродромов и вертолетных площадок.

## Железнодорожный транспорт
Сеть железнодорожного транспорта в Уругвае, как и во многих других латиноамериканских странах, радиального типа, то есть разные города внутри страны соединены ею, но все ветви сходятся в столице страны Монтевидео, поскольку порт этого города является основным для экспорта производимой в стране продукции.
Ширина колеи в Уругвае 1435 мм. Повсеместно применяется лишь тепловозная тяга. Длина двухпутных линий всего в 11 км. Половина дорог закрыта, грузовые поезда курсируют в направлениях Монтевидео — Ривера — Сантана-ду-Ливраменту, Сайаго — Минас и других. Регулярные пассажирские перевозки осуществляются с декабря 2006 года.
Общая длина сети железных дорог: 2835 км
Ширина колеи: 1435 мм (4 фута, 8,5 дюйма) — 2835 км
Используемых дорог: 1507 км
Заброшенных дорог: 1328 км

## Автомобильные дороги
Национальные маршруты Уругвая являются наиболее важными транспортными путями в стране и соединяют все населенные пункты.
Протяженность сети составляет 8696 км, из которых 303 — бетонные, 3164 — асфальтовые, 4220 — битумные и 1009 — иные. Уругвай в настоящее время ремонтирует и модернизирует свои маршруты в связи с большими объемами перевозки грузов, особенно зерна и древесины.
Министерство транспорта и общественных работ классифицирует уругвайские маршруты на: «Международный коридор», «Первичная сеть», «Вторичная сеть» и «Третичная сеть» в зависимости от материала покрытия.

## Водный транспорт
В Уругвае 20 портов, 8 из которых являются торговыми и 12 — спортивными.
Основным торговым портом является порт Монтевидео.

## Воздушный транспорт
Уругвай имеет в общей сложности 11 международных аэропортов, 6 ведомственных аэропортов, 226 аэродромов и 49 вертолетных площадок.
Главным аэропортом страны является аэропорт Карраско в департаменте Канелонес, близко к границе с Монтевидео, с ежегодным перемещением 2 миллионов пассажиров в 2019 году.
Аэропорт Лагуна-дель-Сауце или Аэропорт Пунта-дель-Эсте является вторым аэропортом страны, находится в департаменте Мальдонадо, насчитывая в общей сложности 157 тыс. пассажиров в 2019 году, выполняя более половины своих рейсов в течение летних месяцев.